# Begraafplaats van Locquignol
De begraafplaats van Locquignol  is een gemeentelijke begraafplaats ten westen van de Franse plaats Locquignol in het Noorderdepartement. 

## Locquignol Communal Cemetery
De begraafplaats telt 3 geïdentificeerde Gemenebest graven uit de Eerste Wereldoorlog. Deze graven worden onderhouden door de Commonwealth War Graves Commission, die de begraafplaats heeft ingeschreven als Locquignol Communal Cemetery.